# Glueyre
La Glueyre est une rivière française du département de l'Ardèche, en région Auvergne-Rhône-Alpes. C'est un affluent droit de l'Eyrieux, donc un sous-affluent du Rhône.

## Géographie
De 26,7 km de longueur, la Glueyre prend sa source dans les Boutières ardèchoises, à 1 240 mètres d'altitude, sous le suc du Pradou (1 342 m), sur le territoire de Mézilhac, localité située à une quinzaine de kilomètres au sud-est du mont Mézenc. Le cours d'eau s'oriente d'emblée vers l'est, direction qu'il maintient tout au long de son parcours. Il rejoint l'Eyrieux à Saint-Sauveur-de-Montagut.
La vallée de la Glueyre était une vallée moulinière.
Le bassin versant de la Glueyre s'insère sur le territoire du parc naturel régional des Monts d'Ardèche.

### Communes et cantons traversés
Dans le seul département de l'Ardèche, la Glueyre traverse les huit communes suivantes, dans le sens amont vers aval, de Mézilhac (source), Saint-Genest-Lachamp, Marcols-les-Eaux, Albon-d'Ardèche, Saint-Pierreville, Saint-Étienne-de-Serre, Gluiras et Saint-Sauveur-de-Montagut (confluence).
Soit en termes de cantons, la Glueyre prend source sur le canton d'Antraigues-sur-Volane, traverse le canton du Cheylard, et conflue dans le canton de Saint-Pierreville, c'est-à-dire dans les trois arrondissements : arrondissement de Largentière, arrondissement de Tournon-sur-Rhône, arrondissement de Privas.

### Bassin versant
La Glueyre traverse une seule zone hydrographique L'Eyrieux du Talaron à la Glueyre incluse (V414) de 570 km2 de superficie.

## Affluents
La Glueyre a treize affluents référencés :
- le Ruisseau des Quatre Vios (rive droite) 1,1 km sur la commune de Marcols-les-Eaux
- le Ruisseau de la Mélique (rive droite) 1,2 km sur la commune de Marcols-les-Eaux
- le Ruisseau de Veyries (rive gauche) 3,3 km sur les communes de Marcols-les-Eaux et de Mézilhac avec ses deux affluents :
  - le Ruisseau des Sagnes
  - le Ruisseau de Chaumette
- le Ruisseau de Cros (rive gauche) 4,1 km sur les communes de Marcols-les-Eaux et de Mézilhac de rang de Strahler trois, avec ses deux affluents :
  - Le Ruisseau de la Louveyre (et son affluent, le Ruisseau de l'Ubac)
  - Le Ruisseau de la Chabreyre
- le Ruisseau de Marcely (rive droite)  2,3 km sur la commune de Marcols-les-Eaux
- le Ruisseau de Crouset (rive gauche) 3,9 km sur les communes d'Albon-d'Ardèche et de Saint-Genest-Lachamp et son affluent :
  - Le Ruisseau de l'Aigas
- le Ruisseau de Veyrine (rive gauche) 2,3 km sur les communes d'Albon-d'Ardèche et de Saint-Genest-Lachamp.
- le Ruisseau de Fontfreyde (rive droite) 1,7 km sur les communes d'Albon-d'Ardèche et de Saint-Pierreville.
- le Ruisseau de Souillot (rive gauche) 2,3 km sur les communes de Saint-Pierreville et de Saint-Genest-Lachamp et son affluent :
  - Le Ruisseau sous le Lis
- La Veyruègne (rive droite) 12,4 km sur les communes de Marcols-les-Eaux, Albon-d'Ardèche, Saint-Pierreville et Issamoulenc[3], avec ses deux affluents :
  - Le Ruisseau Riou Vernet,
  - Le Ruisseau de Peylarel,
- Le Ruisseau de Roubuol (rive gauche) 4,3 km sur les communes de Saint-Pierreville, Gluiras et Saint-Genest-Lachamp.
- Le Ruisseau d'Antériou (rive gauche) 2,7 km sur la commune de Gluiras
- L'Orsanne (rive droite) 8,4 km sur les communes de Saint-Étienne-de-Serre, Saint-Pierreville et Saint-Sauveur-de-Montagut[4], avec ses trois affluents :
  - Le Ruisseau de Vors,
  - le Ruisseau des Tapies,
  - Le Ruisseau de Barnier,

Donc son rang de Strahler est de quatre.

## Hydrologie

### La Glueyre à Gluiras
Le débit de la Glueyre a été observé depuis le 1er janvier 1953 , à Gluiras, localité située à peu de distance de son confluent avec l'Eyrieux, et à 411 m d'altitude. Le bassin versant de la rivière y est de 70 km2, ce qui représente la presque totalité de ce bassin.
Le module de la rivière à Gluiras est de 2,08 m3/s.
La Glueyre présente des fluctuations saisonnières de débit fort importantes. Les hautes eaux se déroulent en automne et en hiver, et se caractérisent par des débits mensuels moyens allant de 2,54 à 3,61 m3/s, d'octobre à mars inclus (avec un sommet en novembre). À partir du mois de mars, le débit diminue progressivement jusqu'aux basses eaux d'été qui ont lieu aux mois de juillet et d'août et s'accompagnent d'une baisse du débit mensuel moyen jusqu'au niveau de 0,37 m3/s au mois d'août.

### Étiage ou basses eaux
Aux étiages, le VCN3 peut chuter jusque 0,043 m3/s (43 litres/s), en cas de période quinquennale sèche, ce qui doit être qualifié d'étiage très sévère, le cours d'eau perdant alors plus de 98 % de son débit moyen.

### Crues
D'autre part les crues de la Glueyre peuvent être très importantes. Les QIX 2 et QIX 5 valent respectivement 60 et 88 m3/s. Le QIX 10 se monte à 110 m3/s et le QIX 20 en vaut 120 m3/s. Quant au QIX 50, il est de 150 m3/s.
Le débit instantané maximal enregistré à Gluiras a été de 275 m3/s le 23 octobre 2013  tandis que la valeur journalière maximale était de 71,8 m3/s le 4 novembre 2014. La hauteur maximale instantanée a été de 439 cm le 23 octobre 2013 soit 4..39 m.

### Lame d'eau et débit spécifique
À l'instar de toutes les rivières cévenoles, la Glueyre est une rivière très abondante. La lame d'eau écoulée dans le bassin de la Glueyre se monte à 927 millimètres annuellement, ce qui est près de trois fois supérieur à la moyenne d'ensemble de la France tous bassins confondus (320 millimètres par an), et aussi supérieur à la moyenne de la totalité du bassin du Rhône (670 millimètres par an à Valence). Le débit spécifique (ou Qsp) atteint 29,3 litres par seconde et par kilomètre carré de bassin.

## Galerie

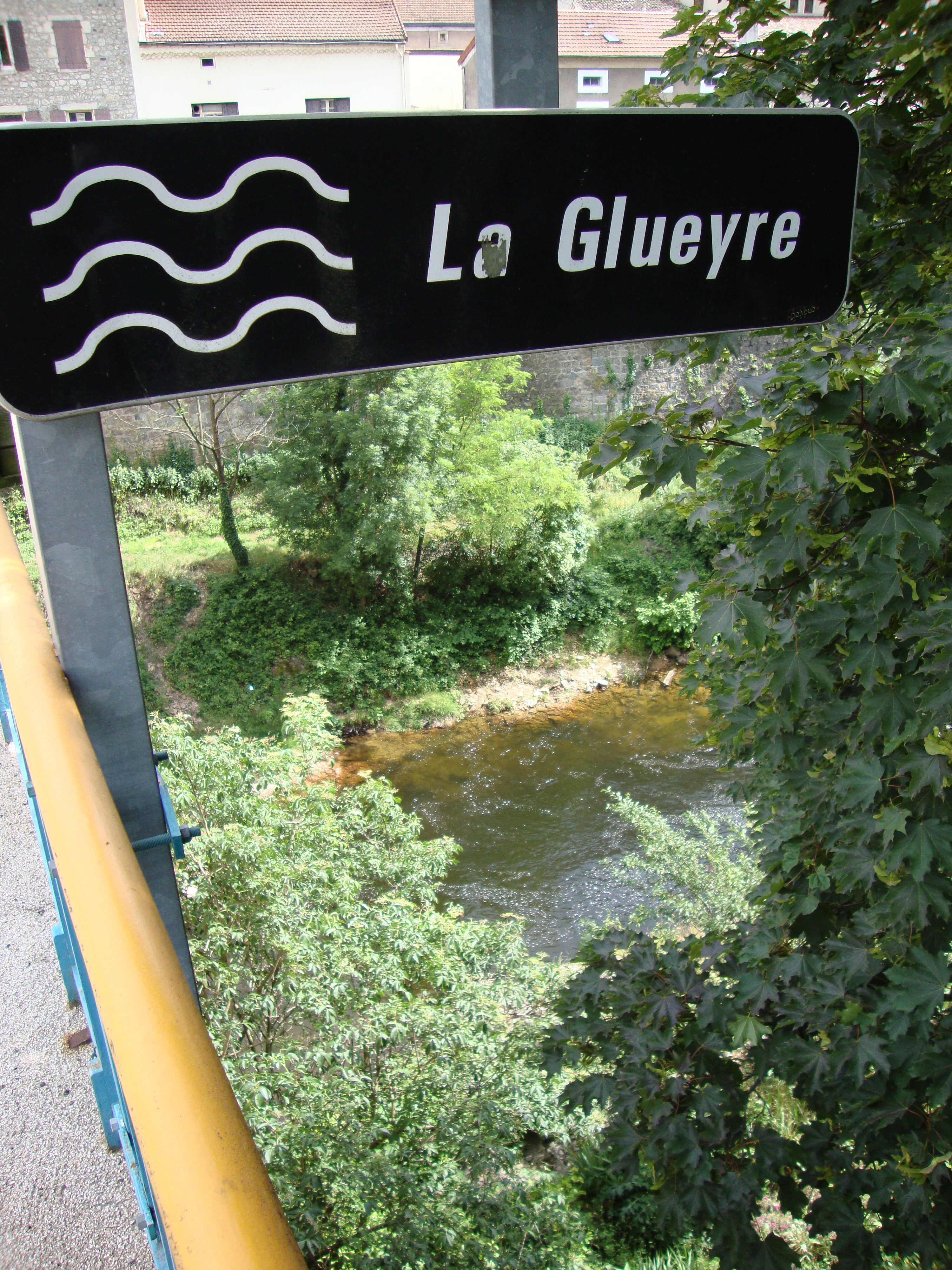
La Glueyre à Saint-Sauveur-de-Montagut
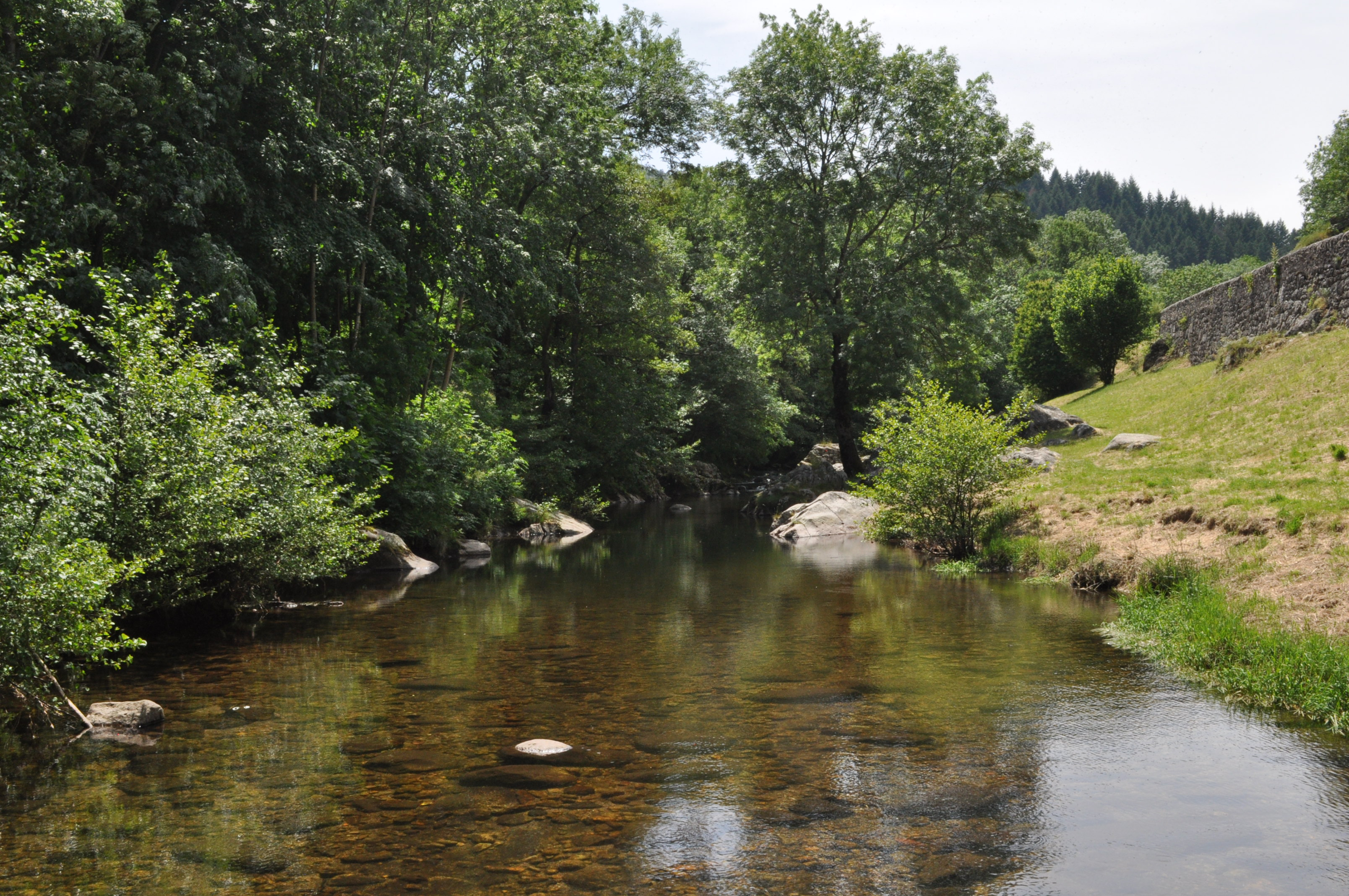
La Glueyre à Albon-d'Ardèche